# Sadraddin
Sadraddin (настоящее имя Садраддин Болат; род. 4 июня 2003, Шымкент, Казахстан) — казахстанский певец и автор песен. Победитель в номинации «Казахстанский артист года» премии «Ticketon Award 2024». Лауреат Государственной молодежной премии «Дарын» в номинации «Эстрада». Обладатель семи платиновых дисков. 
5 июня 2025 года стал героем обложки казахстанского выпуска рейтинга Forbes «30 до 30», посвящённого молодым и перспективным деятелям в категории «Шоу-бизнес». 

## Биография
Sadraddin родился 4 июня 2003 года в городе Шымкент. Он старший ребенок в семье. Петь начал в 5 лет, а в 5 классе начал ходить в вокальный кружок в  школе где он учился.
В 2015 году в возрасте 12 лет занял 1 место в III Республиканском детском музыкальном телевизионном конкурсе «Аялаған Астана».
В 2016 году стал победителем Республиканского телевизионного проекта «Dala Daryny». В том же году в составе трио стал лауреатом национального музыкального конкурса «Бала дауысы».
В 2017 году принял участие в международном музыкальном проекте «Во весь голос». В 2019 году он выступил в международном фестивале «Star of Asia».
В 2019 году Sadraddin окончил 9-класс в городе Шымкент и в том же году поступил на отделение эстрадного вокала Алматинского музыкального колледжа имени П. И. Чайковского.
Первый сингл артиста «Алия», вышедший в 2020 году, занял лидирующие позиции в топе новых музыкальных треков казахстанских исполнителей.
В 2022 году Sadraddin выступил в Москве.
Sadraddin занимается благотворительностью. В июле 2022 года артист выступил с бесплатным концертом в столичном торговом центре «Хан Шатыр»..
В 2023 году песня Sadraddinа «Aiga qarap» стала лучшей в номинации «Лучший хит года» казахстанской телевизионной премии «Қызық премия». Этот трек 20 недель держался в топ-чартах цифровых платформ VK Music, Yandex, Apple Music и Spotify. Летом 2023 года Sadraddin стал хедлайнером фестиваля «Азия Дауысы» (Голос Азии).
9 сентября 2023 года во Дворце спорта и культуры «Алматы Арена» состоялся первый сольный концерт артиста, на который пришло 12 000 зрителей. Все билеты были распроданы за 20 дней. 
15 сентября 2024 года на Центральном стадионе города Алматы прошел сольный концерт исполнителя, на котором собралось 30 000 человек. Билеты были распроданы за 17 дней, обеспечив Sold out
1 мая 2025 года во Дворце спорта и культуры «Алматы Арена» прошло интерактивное концертное шоу Sadraddin × Red Bull Jukebox. Зрители принимали участие в формировании сет-листа, голосуя за композиции и элементы шоу.
Два сингла Sadraddinа «Алия» и «Aiga qarap» получили платинового статус .

## Дискография
| Год | Название                                          |
| --- | ------------------------------------------------- |
| 2020 | «Алия»                                            |
| 2020 | «Королева»                                        |
| 2020 | «Грустный танец»                                  |
| 2020 | «Tusinbedim»                                      |
| 2021 | «Зажигалка»                                       |
| 2021 | «Не плачь»                                        |
| 2021 | «Дамма»                                           |
| 2022 | «18 лет»                                          |
| 2022 | «Tun»                                             |
| 2023 | «ANT»                                             |
| 2023 | «Aiga qarap»                                      |
| 2023 | «Qansha kun?»                                     |
| 2023 | «Sura»                                            |
| 2023 | «Ne sebep?»                                       |
| 2023 | «Ana»                                             |
| 2023 | «Uige»                                            |
| 2023 | «Basqa adam»                                      |
| 2023 | «Zhuldyzym» (cover version)                       |
| 2024 | «Aman bolshy süigenim»                            |
| 2024 | «Kuz»                                             |
| 2024 | «Если любишь»                                     |
| 2024 | «Jauap bar ma?»                                   |
| 2024 | «Taxi»                                            |
| 2024 | «Aq koilek»                                       |
| 2024 | «Melodrama» (Çiki Çiki)                           |
| 2025 | «Baqyt»                                           |
| 2025 | «Telefon»                                         |
| \| Год \| Название \| \| ---- \| ------------------------------------------------- \| \| 2020 \| «Алия» \| \| 2022 \| «18 лет» (Acoustic version) \| \| 2022 \| «Tun» (Mood video) \| \| 2022 \| «ANT» \| \| 2023 \| «Ne sebep?» (OST к фильму «Вакцина от коррупции») \| \| 2023 \| «Ana» \| \| 2023 \| «Uige» \| \| 2023 \| «Qansha kun?» \| \| 2023 \| «Aiga qarap» \| \| 2023 \| «Basqa adam» (Official Visualizer) \| \| 2023 \| «Sura» (Official Visualizer) \| \| 2024 \| «Kuz» \| \| 2024 \| «Aman bolshy süigenim» (Official Visualizer) \| \| 2024 \| «Если любишь» (Official Visualizer) \| \| 2024 \| «Jauap bar ma?» \| \| 2024 \| «Taxi» \| \| 2024 \| «Aq koilek» \| \| 2024 \| «Melodrama» (Çiki Çiki) \| \| 2025 \| «Baqyt» \| \| 2025 \| «Telefon» «Qaragym ai» \| 1. 2. 3. 4. 5. 6. 7. 8. 9. 10. 11. 12. 13. 14. 15. 16. 17. 18. 19. |                                                   |
| Год | Название                                          |
| 2020 | «Алия»                                            |
| 2022 | «18 лет» (Acoustic version)                       |
| 2022 | «Tun» (Mood video)                                |
| 2022 | «ANT»                                             |
| 2023 | «Ne sebep?» (OST к фильму «Вакцина от коррупции») |
| 2023 | «Ana»                                             |
| 2023 | «Uige»                                            |
| 2023 | «Qansha kun?»                                     |
| 2023 | «Aiga qarap»                                      |
| 2023 | «Basqa adam» (Official Visualizer)                |
| 2023 | «Sura» (Official Visualizer)                      |
| 2024 | «Kuz»                                             |
| 2024 | «Aman bolshy süigenim» (Official Visualizer)      |
| 2024 | «Если любишь» (Official Visualizer)               |
| 2024 | «Jauap bar ma?»                                   |
| 2024 | «Taxi»                                            |
| 2024 | «Aq koilek»                                       |
| 2024 | «Melodrama» (Çiki Çiki)                           |
| 2025 | «Baqyt»                                           |
| 2025 | «Telefon» «Qaragym ai»                            |